# Épieds (Eure)
Epieds – miejscowość i gmina we Francji, w regionie Normandia, w departamencie Eure.
Według danych na rok 1990 gminę zamieszkiwało 230 osób, a gęstość zaludnienia wynosiła 47 osób/km² (wśród 1421 gmin Górnej Normandii Epieds plasuje się na 675 miejscu pod względem liczby ludności, natomiast pod względem powierzchni na miejscu 698).